# Kullings-Skövde församling
Kullings-Skövde församling var en församling i Skara stift och i Vårgårda kommun. Församlingen uppgick 2002  i Algutstorps församling.

## Administrativ historik
Församlingen har medeltida ursprung. Före den 1 januari 1886 (ändring enligt beslut den 17 april 1885) var namnet Skövde församling. Församlingen införlivade 1989 Tumbergs församling.
Församlingen var till 2002 annexförsamling i pastoratet Algutstorp, (Kullings-)Skövde, (Södra) Härene och Landa som till 1962 även omfattade Bråttensby församling och till 1989 Tumbergs församling. Församlingen uppgick 2002  i Algutstorps församling.

## Kyrkor
- Kullings-Skövde kyrka